# Meliskerkse Molen
De Meliskerkse Molen is een korenmolen in Meliskerke, die in 1801 werd gebouwd ter vervanging van een eerdere standerdmolen die in 1800 tijdens een zeer zware storm omwaaide. De molen is tot 1954 in bedrijf geweest en raakte daarna in verval. In 1987 is de naamloze molen grondig gerestaureerd. Eigenaar is de gemeente Veere.
De Meliskerkse molen is meestal zaterdags van 10:00 tot 16:00 te bezichtigen.
Na een kleine herstelbeurt heeft de molen, tijdens een feestelijke opening september 2014, de naam Korenhoop gekregen. De naam is bedacht door de leerlingen van de plaatselijke Boazschool. In juli 2016 is de naam Korenhoop op de baart aangebracht.